# Steve Pederson
Steve M. Pederson (* 24. März 1957 im Los Angeles County, Kalifornien) ist ein US-amerikanischer Tontechniker.

## Leben
Pedersen begann seine Karriere bei Universal Pictures und wechselte später zu Glen Glenn Sound. Seit 1986 arbeitete er als Tontechniker beim Fernsehen und wenig später auch an Hollywoodproduktionen wie Big und Die grellen Lichter der Großstadt. 1992 war er für den Musikfilm Die Commitments erstmals für den BAFTA Film Award in der Kategorie Bester Ton nominiert. 1994 erhielt er seine erste Oscar-Nominierung in der Kategorie Bester Ton für Schindlers Liste sowie eine weitere Nominierung für einen BAFTA Film Award. 1996 erhielt er den Oscar für seine Mitarbeit an Apollo 13. Erneut war er auch für den BAFTA Film Award nominiert, ging aber gleichsam leer aus. Für seine Tätigkeit beim Fernsehen wurde er zwischen 1987 und 2016 vier Mal für den Primetime Emmy nominiert, konnte jedoch die Auszeichnung nie entgegennehmen. Seit 2013 arbeitet Pedersen für Sony Pictures.

## Filmografie (Auswahl)
- 1988: Big
- 1988: Die grellen Lichter der Großstadt (Bright Lights, Big City)
- 1990: Dick Tracy
- 1990: Fegefeuer der Eitelkeiten (The Bonfire of the Vanities)
- 1991: Die Commitments (The Commitments)
- 1991: Hook
- 1992: Wayne’s World
- 1993: Body of Evidence
- 1993: Ein unmoralisches Angebot (Indecent Proposal)
- 1993: Schindlers Liste (Schindler’s List)
- 1994: Beverly Hills Cop III
- 1995: Apollo 13
- 1996: Star Trek: Der erste Kontakt (Star Trek: First Contact)
- 1997: Im Körper des Feindes (Face/Off)
- 1997: Spawn
- 1999: Gottes Werk & Teufels Beitrag (The Cider House Rules)
- 1999: Magnolia
- 2001: Training Day
- 2003: Matrix Revolutions (The Matrix Revolutions)
- 2005: In den Schuhen meiner Schwester (In Her Shoes)
- 2005: Miss Undercover 2 – Fabelhaft und bewaffnet (Miss Congeniality 2: Armed and Fabulous)
- 2006: Flags of Our Fathers
- 2007: Disturbia
- 2009: Blind Side – Die große Chance (The Blind Side)
- 2012: Rock of Ages
- 2013: Parker
- 2016: Die glorreichen Sieben (The Magnificent Seven)

## Auszeichnungen (Auswahl)
- 1992: BAFTA Film Award in der Kategorie Bester Ton für The Commitments
- 1994: Oscar-Nominierung in der Kategorie Bester Ton für Schindlers Liste
- 1994: BAFTA Film Award in der Kategorie Bester Ton für Schindlers Liste
- 1996: Oscar in der Kategorie Bester Ton für Apollo 13
- 1996: BAFTA Film Award in der Kategorie Bester Ton für Apollo 13